# Рудомётов, Николай Васильевич
Николай Васильевич Рудомётов (1922—1991) — старший лейтенант Рабоче-крестьянской Красной Армии, участник Великой Отечественной войны, Герой Советского Союза (1944).

## Биография
Родился 22 мая 1922 года в деревне Большой Чуран (ныне — Оханский район Пермского края). Окончил Оханское педучилище. В июне 1941 года Рудомётов был призван на службу в Рабоче-крестьянскую Красную Армию. В 1942 году окончил Смоленское артиллерийское училище (эвакуированное в Ирбит). С июля того же года — на фронтах Великой Отечественной войны.
К сентябрю 1943 года гвардии старший лейтенант Николай Рудомётов был начальником разведки дивизиона 131-го гвардейского артиллерийского полка 62-й гвардейской стрелковой дивизии 37-й армии Степного фронта. Отличился во время битвы за Днепр. 29 сентября 1943 года Рудомётов одним из первых переправился через Днепр в районе села Мишурин Рог Верхнеднепровского района Днепропетровской области Украинской ССР и принял активное участие в боях за захват и удержание плацдарма на его западном берегу, лично проводит разведку вражеской огневой системы и корректировал огонь дивизиона, благодаря чему было уничтожено около 30 пулемётов, 8 артиллерийских орудий, 10 батарей миномётов и большое количество солдат и офицеров противника. 30 сентября 1943 года в критический момент боя Рудомётов вызвал огонь на себя, что позволило отбить контратаку, однако сам при этом получил тяжёлые ранения.
Указом Президиума Верховного Совета СССР «О присвоении звания Героя Советского Союза генералам, офицерскому, сержантскому и рядовому составу Красной Армии» от 22 февраля 1944 года за «образцовое выполнение боевых заданий командования при форсировании реки Днепр, развитие боевых успехов на правом берегу реки и проявленные при этом отвагу и геройство» гвардии старший лейтенант Николай Рудомётов был удостоен высокого звания Героя Советского Союза с вручением ордена Ленина и медали «Золотая Звезда» за номером 3624.
В 1944 году Рудомётов был уволен в запас по ранению. Вернувшись на родину, работал на различных партийных должностях, окончил совпартшколу. Последние годы жизни провёл в Перми. Умер 15 февраля 1991 года, похоронен на Северном кладбище Перми.
Был также награждён орденом Отечественной войны 1-й степени и рядом медалей.